# Élection présidentielle israélienne de 1983
L'élection présidentielle israélienne de 1983 se déroule le 22 mars 1983 afin que les membres de la Knesset désignent le président de l'État d'Israël pour un mandat de cinq ans. 
Rééligible pour un second quinquennat, le président sortant Yitzhak Navon ne sollicite pas sa reconduction.
Le juge Menachem Elon, candidat de la coalition de droite au pouvoir, est battu par le militaire et diplomate Chaim Herzog qui devient ainsi le sixième président de l'État hébreu.

## Résultats
| Candidat                 | Candidat                 | Parti                    | Premier tour | Premier tour |
| Candidat                 | Candidat                 | Parti                    | Voix         | %            |
| ------------------------ | ------------------------ | ------------------------ | ------------ | ------------ |
|                          | Chaim Herzog             | Alignement               | 61           | 51,69        |
|                          | Menachem Elon            | Indépendant              | 57           | 48,31        |
|                          |                          |                          |              |              |
| Majorité requise         | Majorité requise         | Majorité requise         | 61 voix      | 61 voix      |
|                          |                          |                          |              |              |
| Suffrages exprimés       | Suffrages exprimés       | Suffrages exprimés       | 118          | 98,33        |
| Votes blancs et nuls     | Votes blancs et nuls     | Votes blancs et nuls     | 2            | 1,67         |
| Total                    | Total                    | Total                    | 120          | 100          |
| Absents                  | Absents                  | Absents                  | 0            | 0,00         |
| Inscrits / Participation | Inscrits / Participation | Inscrits / Participation | 120          | 100          |